# Sjenina Rijeka (Doboj)
Pour les articles homonymes, voir Sjenina Rijeka.
Sjenina Rijeka (en serbe cyrillique : Сјенина Ријека) est un village de Bosnie-Herzégovine. Il est situé sur le territoire de la ville de Doboj et dans la république serbe de Bosnie. Selon les premiers résultats du recensement bosnien de 2013, il compte 527 habitants.
Avant 1991, le village était rattaché à la localité de Sjenina ; depuis 1991, il est recensé comme une entité administrative à part entière. Jusqu'en 1998, il était entièrement rattaché à la municipalité de Doboj ; en 1998, une partie de son territoire a été rattachée à la municipalité de Doboj Istok nouvellement créée et intégrée à la fédération de Bosnie-et-Herzégovine.

## Géographie
Le village est situé à la confluence des rivières Lukavica et Paleška rijeka.

## Démographie

### Évolution historique de la population dans la localité
| 1948 | 1953 | 1961 | 1971 | 1981 | 1991 | 2013 |
| ---- | ---- | ---- | ---- | ---- | ---- | ---- |
| -    | -    | -    | -    | -    | 679  | 527  |

|  |